# 雷州歌
雷州歌是中国广东省雷州半岛地区的方言歌曲，使用雷州话演唱。雷州歌已被评为国家级非物质文化遗产之一。

## 历史
雷州半岛秦朝时是百越人的聚居地。南北朝以降，闽南地区的人口大量迁入，成为当地的主要居民。当时的闽南文化与当地文化融合，造就了现在的雷州歌。在宋代宝庆元年（公元1225年）雷州学教谕李仲光撰《重建御书楼上梁文》中，已经有「听取欢谣，敢陈善颂」的记叙，可见当时已有雷州歌传播。由于明清时期雷州的文人名士的参与，雷州歌从民间的口头创作进化成了书面创作。明代晚期，雷州歌的对歌形式还演变出一种特殊的演唱形式，叫做姑娘歌，至清代雍正年间已颇为流行。清末民初，有大批关于雷州歌的专著问世，为雷州歌的推广与繁荣作出了贡献。雷州的地方戏曲雷剧也是在雷州歌的基础上发展而来。

## 题材
雷州民歌有一部分是从农业谚语中发展来的，反映了民众在农业生产中总结出的经验。后来农谚逐步演化为民谣和民歌。
雷州的姑娘歌由雷州歌的对歌形式演变而来，题材丰富，有祭祀的颂神歌，逞恶扬善的劝世歌，还有一些生活常识的问答和谜语等内容。

## 表演形式
雷州民歌通常没有伴奏，歌手可以按照歌曲内容，自由发挥，或高歌或低唱。
姑娘歌的表演者则以女性为主，一般有三种形式：
- 祭祀式：在年例祭神时，歌手会跪在神台前，演唱祈祷歌和颂神歌；
- 斗歌式：歌手之间在舞台上相互问答，一决高下。观众看得兴起时亦可登台发问，叫做「捞歌」。
- 歌舞式：多发生在唱劝世题材歌曲时，由一男一女对唱，男称「相角」，女称「姑娘」。男女以扇、巾为道具，边舞边唱，每唱完一首就互相交换位置。

## 格律
雷州歌格律严谨，每首歌有四句，每句七字（不计垫字），其中一、二、四句押韵，只可押舒声韵不可押入声韵。第一句韵脚不能是阳平字，一般用仄声，第二句韵脚用阴平，第四句韵脚用阳平。第三句用仄声尾，且不能和一、二、四句韵脚相同，否则叫「四方韵」。除此之外，二、四两句的第四字须用阳平。
雷州话的所有舒声韵母均可用作韵辙，其中自成音节的m̩、ŋ̩合为一韵，其他舒声韵母均单独用作一韵。清末黄景星编写的《新编雷州歌韵谱》共收34韵，至20世纪末期蔡叶青编著的《海康方言志》时已合并为32韵。雷州歌的韵辙名称用歌曲一、二、四句的韵脚代表字来表示，如i韵的韵辙叫「记机时」，三个字的声调分别为阴去、阴平、阳平。20世纪后期，部分歌谣收集者和方言工作者又根据实际韵辙的混用情况，将主元音相同而介音或韵尾相异的部分韵辙进行精简合并。
雷州歌在演唱时，一、三、四句通常按前四后三来断句，唯第二句会采用前五后二或前六后一的形式。

## 音乐特征
雷州歌曲调的音域并不太宽，通常只跨越了四到五度音程，最多也只有六到七度。演唱时运腔多在第二句的中间而非结尾。雷州歌以五声调式中的商调式和徵调式为主，旋律大多下行，一般结尾于Re音。